# Корисия
Корисия (греч. Κορησσία) — приморская деревня на острове Кея в Греции. Расположена на высоте 10 метров над уровнем моря, на северо-западном побережье острова, в южной части бухты Айос-Николаос. Административно относится к общине Кея в периферийной единице Кея-Китнос в периферии Южные Эгейские острова. С древних времён Корисия была главным портом острова. Останки древнего города Корессия находятся рядом.